# 治承三年の政変
治承三年の政変（じしょうさんねんのせいへん）は、治承3年（1179年）11月、平清盛が軍勢を率いて京都を制圧、後白河院政を停止した事件。

## 概要

### 前夜
治承元年（1177年）の鹿ケ谷の陰謀により後白河法皇と平清盛の関係は危機的状況となったが、この時は清盛も首謀者の藤原成親・西光の処刑と参加者の配流にとどめ、後白河自身の責任は問わなかった。後白河も表面上は清盛との友好関係を修復することにつとめ、両者の対立は緩和されたかに見えた。
治承2年（1178年）11月、中宮・徳子が高倉天皇の第一皇子を出産する。清盛は皇子を皇太子にすることを後白河に迫り、12月9日、親王宣旨が下されて言仁（ときひと）と命名され、15日、立太子した。皇太子の後見人・東宮傅（とうぐうのふ）は左大臣・藤原経宗が任じられ、春宮坊は、春宮大夫・平宗盛、権大夫・花山院兼雅、亮・平重衡、権亮・平維盛など一門や親平氏公卿で固められた。皇太子周辺から院近臣は排除され、後白河は平氏に対して不満と警戒を強めることになる。言仁誕生直後に生まれた坊門殖子所生の高倉の第二皇子・守貞親王も平知盛が養育することになった（『山槐記』治承3年2月28日条）。 

### 要因
治承3年（1179年）3月、平重盛は病の悪化で内大臣を辞任する。重盛は鹿ケ谷の陰謀で清盛に藤原成親の助命を頼んで聞き入れられず、政治への意欲を失い表舞台に出なくなっていた。6月17日、清盛の娘である白河殿盛子が死去する。盛子は夫・近衛基実の死後、藤原邦綱と清盛の運動により摂関家領の大部分を相続しており、「異姓の身で藤原氏の所領を押領したので春日大明神の神罰が下った」という噂が流れていた（『玉葉』治承3年6月18日条）。盛子の管理していた摂関家領は基通（基実の子）もしくは、盛子が准母となっていた高倉天皇が相続すると思われていたが、後白河は白河殿倉預（くらあずかり）に近臣・藤原兼盛を任じて、事実上その所領の全てを没収してしまった。
7月29日には重盛が死去するが、10月9日の除目で院近臣の藤原季能が越前守となり、仁安元年（1166年）以来の重盛の知行国が没収されてしまう。しかも、この日の人事で関白・松殿基房の子で8歳の師家が20歳の基通を差し置いて権中納言になった。基房は摂関家領を奪われた上に、殿下乗合事件に巻き込まれたこともあり、反平氏勢力の急先鋒となっていた。この人事は自らの娘・完子を基通に嫁がせ支援していた清盛の面目を潰すものだった。さらに親平氏の延暦寺でも反平氏勢力が台頭して内部紛争が起こるなど、情勢は予断を許さないものになった。

### 勃発
治承3年（1179年）11月14日、豊明節会の日。清盛は数千騎の大軍を擁して福原から上洛、八条殿に入った。京都には軍兵が充満し、人々は何が起こるか分からず騒擾を極めた。15日、基房・師家が解官され、正二位に叙された基通が関白・内大臣・氏長者に任命された。清盛の強硬姿勢に驚いた後白河は、静賢（信西の子）を使者として今後は政務に介入しないことを申し入れたため、一時は関白父子の解任で後白河と清盛が和解するのではないかという観測も流れた。しかし16日、天台座主・覚快法親王が罷免となり親平氏派の明雲が復帰、17日、太政大臣・藤原師長以下39名（公卿8名、殿上人・受領・検非違使など31名）が解官される。この中には一門の平頼盛や縁戚の花山院兼雅などが含まれており、この政変の発端となった越前守の藤原季能にしても清盛の次男の平基盛の娘が妻であった。諸国の受領の大幅な交替も行われ、平氏の知行国は反乱前の17ヶ国から32ヶ国になり、「日本秋津島は僅かに66ヶ国、平家知行の国三十余ヶ国、既に半国に及べり」（『平家物語』）という状態となった。
18日、基房は大宰権帥に左遷の上で配流、師長・源資賢の追放も決まった。これらの処置には除目が開催され、天皇の公式命令である宣命・詔書が発給されていることから、すでに高倉天皇が清盛の意のままになっていたことを示している。20日の辰刻（午前8時）、後白河は清盛の指示で鳥羽殿に移された。鳥羽殿は武士が厳しく警護して信西の子（藤原成範・藤原脩範・静憲）と女房以外は出入りを許されず幽閉状態となり、後白河院政は停止された。清盛は後の処置を宗盛に託して、福原に引き上げた。次々と院近臣の逮捕・所領の没収が始まり、院に伺候していた検非違使・大江遠業は子息らを殺害して自邸に火を放ち自害、白河殿倉預の藤原兼盛は手首を切られ、備後前司・藤原為行、上総前司・藤原為保は殺害されて河へ突き落とされた。後白河の第三皇子である以仁王も所領没収の憂き目にあい、このことが以仁王の挙兵の直接的な原因となった。
ただ、清盛も当初から軍事独裁を考えていたわけではなく、左大臣・経宗、右大臣・九条兼実など上流公卿には地位を認めて協力を求めた。また、知行国の増加に比して人事面では平経盛が修理大夫になったのが目立つ程度で、解任された公卿たちの後任の多くを親平氏あるいは中間派とみなされた藤原氏の公卿が占めた。また、解任された公卿の多くも翌年には復帰している。
治承4年（1180年）2月、高倉天皇は言仁親王に譲位（安徳天皇）、平氏の傀儡としての高倉院政が開始された。

## 影響
今回の事件の原因として、『玉葉』や『山槐記』は、越前国の問題・平盛子亡き後の摂関家領の問題・松殿師家の権中納言昇進問題があるとしている。越前国は鹿ケ谷の陰謀の処理を巡って清盛と不協和音を抱えたまま死去した重盛の知行国であった。しかも没後にその遺児の維盛ではなく弟の宗盛が後継者となったことによって、宗盛と小松家の対立が危惧される中で起きた事件であり、対応を間違えれば平氏一門が分裂する恐れさえあった。後者の2つは摂関家継承を巡る問題で、平氏とつながりの深い近衛家への摂関家継承は、その実現によって天皇家 - 近衛家（摂関家） - 平氏の連帯が可能となるもので、清盛と後白河の相互信頼の象徴であるとともに、今後の平氏政権の帰趨に関わるものであった。政変後の越前国の知行国主は院から清盛の異母弟の平教盛となっている。
更に鹿ケ谷の陰謀の前後から続く後白河と延暦寺による「王法」と「仏法」の衝突の問題、後白河の近臣で一定の武力を有した頼盛との確執など、清盛と後白河の対立は個人的なものに留まらず、平氏一門の分裂、更には国政全般まで広がりかねない深刻な構図になっていた。清盛はこうした閉塞状況を打破し、治天の君である後白河の責任を追及して政治的な引退を促すために行動を起こしたと推測される。更に頼盛との間に和戦両方の可能性が存在したために、大軍をもって都を制圧する必要が生じたと見られている。頼盛が清盛に屈したことで衝突は回避されたものの、九条兼実の元に後白河の鳥羽殿幽閉の理由として清盛の頼盛討伐計画の噂が伝えられるなど、緊迫した状況が数日間にわたって続くことになった（『玉葉』11月20日条）。
また、軍事・警察部門を中心として国家に奉仕してきた権門の1つであった平家が国家運営の主体となり、「日本最初の武家政権」としての平家政権を確立した政変とする見方もある。治天の君による院政をもって国家統治の基本としてきた当時の日本において、平家はあくまでも後白河法皇の傘下の権門の1つに過ぎなかったが、清盛の外孫である言仁親王（安徳天皇）が誕生したことで、軍事力を背景として自前で治天の君（高倉上皇）と今上（安徳天皇）を擁立することが可能な権力主体へと上昇させたという考え方による（反対に言仁親王の誕生がなければ、反乱を起こし得なかったとも言える）。
後白河を幽閉して政治の実権を握ったことは、多くの反対勢力を生み出した。関白・基房の配流に反発する興福寺、後白河と密接なつながりをもつ園城寺が代表である。さらに新しく平氏の知行国となった国では、国司と国内武士の対立が巻き起こった。特に、この時に交替した上総・相模では有力在庁の上総広常・三浦義明が平氏の目代から圧迫を受け、源頼朝の挙兵に積極的に加わる要因となった。中央で一掃された対立は地方で激化することになる。

## 解官者一覧（11月17日）

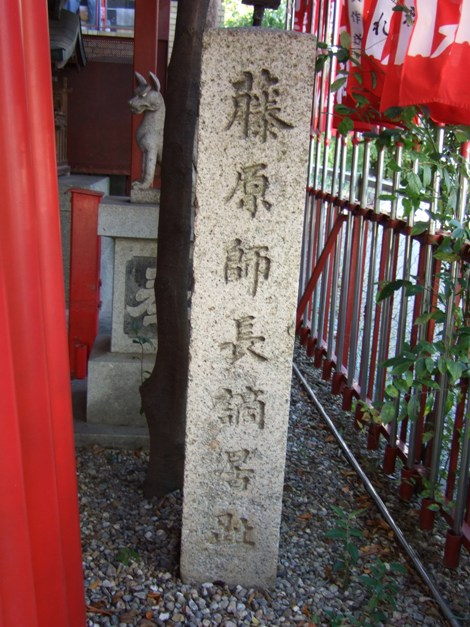
嶋川稲荷（名古屋市瑞穂区）の境内にある、藤原師長居跡の碑。治承三年の政変で配流された師長がここに住んだ。

11月17日、臨時除目で以下の39名が解官された（『玉葉』『山槐記』同日条）。 
| 人名       | 官職                           | 家系           | 備考                             |
| ---------- | ------------------------------ | -------------- | -------------------------------- |
| 藤原師長   | 太政大臣                       | 摂関家         | 藤原頼長の子。尾張に配流         |
| 源資賢     | 権大納言・按察使               | 宇多源氏       | 京外追放                         |
| 花山院兼雅 | 春宮大夫                       | 花山院流       | 妻は平清盛の娘                   |
| 平頼盛     | 右衛門督                       | 伊勢平氏       | 平清盛の異母弟                   |
| 三条実綱   | 権中納言                       | 閑院流         | 三条公教の子                     |
| 藤原隆忠   | 右近衛権中将                   | 摂関家         | 松殿基房の子                     |
| 藤原定能   | 左近衛権中将                   | 道綱流         | 妹は九条兼実の妻                 |
| 藤原光能   | 参議・右兵衛督・皇太后宮権大夫 | 御子左家       |                                  |
| 藤原親信   | 太宰大弐                       | 道隆流         |                                  |
| 藤原季能   | 越前守                         | 善勝寺流       | 妻は平基盛の娘                   |
| 高階泰経   | 大蔵卿・右京大夫・伊予守       |                |                                  |
| 源雅賢     | 右近衛権少将                   | 宇多源氏       | 源資賢の子。京外追放             |
| 平親宗     | 右中弁                         | 高棟流平氏     | 平時忠の異母弟                   |
| 藤原光憲   | 備中守                         | 藤原南家       | 信西の孫                         |
| 平時家     | 右近衛権少将・伯耆守           | 高棟流平氏     | 平時忠の子                       |
| 藤原顕家   | 右近衛権少将・三河守           | 善勝寺流       | 松殿基房の寵臣                   |
| 源資時     | 右近衛権少将                   | 宇多源氏       | 源資賢の子。京外追放             |
| 藤原範季   | 陸奥守・式部権少輔             | 藤原南家       | 妻は平教盛の娘・教子             |
| 平信業     | 大膳大夫                       |                | 姉は後白河法皇の側室・坊門局     |
| 平基親     | 蔵人・右少弁・中宮大進         | 高棟流平氏     |                                  |
| 高階経仲   | 右衛門佐・春宮権大進・常陸介   |                | 高階泰経の子                     |
| 藤原定輔   | 右馬頭                         | 道隆流         | 藤原親信の子                     |
| 平業房     | 左衛門佐・相模守               | 伊勢平氏維衡流 | 伊豆に配流。脱走して捕縛後に処刑 |
| 吉田定経   | 美濃守                         | 勧修寺流       | 吉田経房の子                     |
| 藤原為保   | 上総介                         |                | 殺害                             |
| 平親国     | 加賀守                         | 高棟流平氏     | 平親宗の子                       |
| 藤原顕経   | 出羽守                         | 善勝寺流       |                                  |
| 平業忠     | 左馬権頭                       |                | 平信業の子                       |
| 藤原孝定   | 阿波守                         |                |                                  |
| 源光遠     | 河内守                         | 宇多源氏       |                                  |
| 藤原知光   | 淡路守                         | 御子左家       | 藤原光能の子。母は足立遠元の娘   |
| 藤原能盛   | 周防守                         | 良門流         |                                  |
| 源信賢     | 但馬守                         | 宇多源氏       | 源資賢の子。京外追放             |
| 藤原為明   | 甲斐守                         |                |                                  |
| 中原宗家   | 大蔵大輔                       |                | 院庁年預                         |
| 中原尚家   | 佐渡守                         |                |                                  |
| 大江遠業   | 検非違使・左衛門少尉           |                | 自害                             |
| 平資行     | 検非違使・左衛門少尉           |                |                                  |
| 藤原信盛   | 検非違使・左衛門少尉           | 良門流         |                                  |